# Кахтана
Кахтана — річка на півострові Камчатка в Росії.
Довжина річки — 125 км. Площа водозбірного басейну — 2290 км. Починається при злитті Черпоквеєма і Кавьяваяма на висоті 431,8 метра над рівнем моря. Впадає в Охотське море. Протікає територією Тигільського району Камчатського краю.
Коряцька назва річки — Кавьямаям, що означає «обхідна річка».

## Притоки
Об'єкти перераховані за порядком від гирла до витоку.
- 2,6 км: річка Еввнвеєм
- 3,3 км: річка Тиловеєм
- 20 км, 27 км: струмки Ельвивеєм
- 28 км: струмки Гавиченвеєм
- 37 км: річка Уйвеєм (Етрєваям)
- 50 км: річка Какачвеєм
- 80 км: річка Пахіткуваям
- 94 км: річка Твейвеєм
- 101 км: річка Іннілхвеєм
- 104 км: річка Черпоквеєм

## Дані водного реєстру
За даними державного водного реєстру Росії відноситься до Анадир-Колимського басейнового округу.
За даними геоінформаційної системи водогосподарського районування території РФ, підготовленої Федеральним агентством водних ресурсів:
- Код водного об'єкта в державному водному реєстрі — 19080000112120000036938
- Код за гідрологічною вивченістю (ГВ) — 120003693
- Номер тому з ГВ — 20
- Випуск за ГВ — 0